# Dietmar Beiersdorfer
Dietmar Beiersdorfer, född den 16 november 1963 i Fürth, är en tysk före detta professionell fotbollsspelare och manager. Under spelarkarriären spelade han bland annat 174 ligamatcher för Hamburger SV mellan 1986 och 1992. Han gjorde sin enda landskamp för det tyska landslaget 1991. Efter spelarkarriären var han bland annat sportchef i Hamburg 2003–2009.